# Enfoque de sistemas viables
El Enfoque de Sistemas Viables de Stafford Beer (VSA, por sus siglas en inglés) es una teoría en la cual las entidades observadas y sus entornos son interpretados desde una perspectiva sistémica, comenzando por el análisis de los elementos fundamentales y finalizando con el análisis de sistemas interrelacionados de mayor complejidad (von Bertalanffy, 1968). Esta teoría presupone que cada entidad/sistema está relacionado con otros sistemas ubicados a niveles de observación más elevados, llamados suprasistemas, cuyos rastros pueden ser detectados a partir de sus propios subsistemas (principio de jerarquía de los sistemas). De esta manera, la unidad básica de análisis es un sistema compuesto por muchas partes de una misma estructura (Parsons, 1971). Toda entidad (una empresa, un individuo, un consumidor o una comunidad) puede ser entendida como un sistema y, en este sentido, puede ser considerada un microentorno formado por un conjunto de subcomponentes interrelacionados orientados todos a un fin común -condición necesaria para considerar al agregado como un sistema. El modelo de sistema viable fue propuesto originariamente por Anthony Stafford Beer y luego desarrollado por Christopher. En términos generales, un sistema viable se conserva mediante un comportamiento basado en relaciones consonantes y resonantes entre sus partes (Barile, 2000; Golinelli, 2000, 2005, 2010; Barile, 2008, 2009).

## Pensamiento sistémico
El pensamiento sistémico ha contribuido significativamente a la creación de una nueva forma de concebir la realidad fenomenológica. Se trata de un enfoque que sintetiza visiones filosóficas, sociológicas, matemáticas, físicas y biológicas. Este nuevo enfoque se convirtió en un paradigma revolucionario para una cultura basada primordialmente en valores derivados del pensamiento axiomático cartesiano. La revolución paradigmática implicó pasarse del enfoque reduccionista-mecanicista a la realidad, modificando a su vez el modelo tradicional de investigación. Habiéndose diseminado rápidamente a todas las áreas del saber, el enfoque sistémico es el resultado de reflexiones, contribuciones teóricas y formalizaciones que crearon un enfoque epistemológico para la investigación y el análisis de realidades complejas.
El origen de la teoría de los sistemas se remonta a los años 1950s cuando un grupo de académicos de distintas áreas científicas y sociales (von Bertalanffy en 1956 y otros) desarrollaron una teoría interdisciplinaria basada en el concepto de sistema. La perspectiva sistémica rechaza la idea de que un determinado fenómeno puede ser completamente comprendido de manera analítica, especialmente cuando el objeto de estudio consiste en un fenómeno complejo caracterizado por una significativa interacción entre sus componentes. En tales casos, una comprensión total del fenómeno solo puede ser alcanzada mediante un análisis sistémico del mismo que requiere un método de investigación adecuado para ordenar esa complejidad. Esta visión implica un cambio de foco de la parte como unidad de análisis hacia el todo, lo cual implica percibir la realidad como un todo integrado e interrelacionado donde las características individuales de cada una de las partes se tornan indistintas mientras la relación entre las partes y los eventos que esas relaciones generan se vuelven más importantes (en otras palabras se puede decir que los “elementos del sistema están racionalmente conectados”; Luhmann, 1990). Vale aclarar, que el enfoque de los sistemas no coincide con el enfoque holístico y no es opuesto al enfoque analítico-reduccionista. Por el contrario, se trata de un enfoque que, ubicándose en el medio de un continuo en el cual el reduccionismo y el holismo son sus extremos, propone la reconciliación de ambos enfoques. Así, a partir del análisis de los componentes básicos de un fenómeno es posible entender y explicar el fenómeno en su totalidad (von Bertalanffy, 1968).

## Descripción
El enfoque de sistemas viables (VSA) es un enfoque científico a la teoría de negocios que se volvió crecientemente predominante en los círculos académicos italianos en la década pasada.[¿cuándo?] Basada en la teoría de los sistemas, el VSA se focaliza en el análisis de las relaciones entre entidades socio-económicas en busca de condiciones viables de interacción (Barile, 2000; Golinelli, 2000). Según el VSA, cada entidad (sea una empresa o un individuo) puede ser considerada como un sistema de muchas partes o estructuras (Parsons, 1971) formadas por un grupo de sub-componentes interrelacionados, con el objetivo de lograr una meta común. El VSA propone un análisis profundo de la dicotomía Estructura-Sistema al introducir la idea de que todo sistema representa una entidad observable que emerge de una determinada estructura cambiante (conjunto de elementos individuales con roles, actividades y tareas asignadas que se comportan de acuerdo a ciertas reglas y limitaciones). De esta manera, los sistemas se originan a partir de sus propias estructuras. Este tipo de evolución deriva de la activación dinámica de las relaciones básicas y estáticas existentes. Mientras una estructura puede ser analizada (¿qué es? ¿cómo está constituida?), un sistema sólo puede ser interpretado (¿cómo funciona? ¿cuál es su lógica?). Esto significa que a partir de una estructura estática, la interpretación dinámica de la realidad permite el reconocimiento de diversos sistemas de acuerdo a sus objetivos finales. Del mismo modo, un ser humano es una entidad conformada por muchos componentes reunidos dentro de una misma estructura física, pero visto desde una perspectiva dinámica, un individuo puede estar comiendo, durmiendo o jugando al tenis, y cada uno de estos fenómenos son diferentes sistemas posibles. Otra propuesta interesante del VSA está representada en la siguiente figura, proveniente de la primera conceptualización sobre la toma de decisiones y estructuras operativas realizada por Beer. Básicamente, el avance que el VSA representa respecto a la propuesta de Beer está basado en la toma de numerosas decisiones operativas y de gestión en el marco del área de la estructura operacional, lo cual limita el proceso real de toma de decisiones estratégicas para todos los tomadores de decisiones. A nivel individual, esto significa que el área operacional de cada ser humano influye en la toma de decisiones de ir a jugar al tenis, continuar estudios de posgrado o emprender.
Adicionalmente, el VSA introduce una matriz conceptual basada en un proceso iterativo que describe el transcurso de concepción y realización de un sistema viable, el cual comienza a partir de una idea que necesita ser contextualizada más profundamente dentro de una estructura lógica, esto es, definiendo una estructura física. Una vez definida la estructura física, esta puede ser relacionada con recursos y sistemas externos, enmarcando a todos dentro de una estructura extendida que, mediante su propia dinámica, genera numerosas estructuras específicas que eventualmente se convierten en un sistema viable. Este proceso recurrente puede representar el desarrollo de un nuevo negocio así como de un distrito industrial.

## Orígenes del VSA
Comenzando por esta base teórica, el VSA reúne varias contribuciones multidisciplinarias con el fin de observar entidades complejas. Así, este enfoque ha desarrollado su cuerpo teórico central alrededor de conceptos claves derivados de otras disciplinas: del pensamiento sistémico (aspectos de los sistemas abiertos), de las ciencias naturales y de la ecología (particularmente interesantes son los conceptos de homeostasis y equifinalidad; Hannan y Freeman, 1977), de la biología y la química (profundizando conceptos tales como autopoyesis; Maturna y Varela, 1975), de la sociología y la psicología (una teoría esclarecedora fue el cognitivismo; Clark, 1993), de la tecnología de la información (específicamente las raíces de las tecnologías de la información basadas en estudios cibernéticos; Beer, 1975). El VSA permite realizar un análisis de las relaciones existentes entre los componentes internos de un emprendimiento así como de las relaciones existentes entre ese emprendimiento y otras entidades sistémicas en su ambiente contextual. De acuerdo al VSA, un emprendimiento se desarrolla como un sistema abierto caracterizado por:
- Muchos componentes (tangibles e intangibles);
- Interdependencia y comunicación ente sus componentes;
- Activación de estas relaciones con el fin de lograr la meta del sistema.

### Conceptos claves
El objetivo de esta exposición sintética es el de proporcionar claramente los conceptos fundantes del enfoque VSA (Golinelli, 2000, 2005, 2008, 2009; Golinelli et al, 2002; Barile 2000, 3006, 2008, 2009a):
1. un sistema viable está vivo, su objetivo es sobrevivir en un contexto poblado por otros sistemas (viables);
2. cada contexto es subjetivamente percibido por la cúpula del sistema viable (los tomadores de decisiones) que analiza su ambiente (el macro-sistema donde los tomadores de decisiones están inmersos) distinguiendo e identificando los supra-sistemas (dueños de los recursos) relevantes en relación a sus objetivos;
3. el contexto es la síntesis de un retículo de sistemas viable dentro del cual es posible distinguir un cierto número de sistemas (supra-sistemas relevantes) capaces de condicionar las decisiones de la cúpula del sistema;
4. la definición estructural del sistema y el nivel de consonancia entre sus componentes evolucionados (donde supra y sub sistemas interactúan) define el grado de elaboración de un sistema dado;
5. un sistema viable tiene la capacidad de ajustar (autorregulación) dinámicamente su estructura: en consecuencia, debemos referirnos a la consonancia del sistema como el intento del sistema de interpretar correctamente las señales contextuales y a la resonancia del mismo como al comportamiento competitivo para mantener su estabilidad (si el sistema satisface las necesidades y expectativas externas manifestadas por los supra-sistemas relevantes).

### Conceptos fundamentales
| FC1  | Los individuos, organizaciones e instituciones sociales son sistemas que consisten en elementos alineados tras una meta común específica. | Las personas, familias, redes, emprendimientos, organizaciones públicas y privadas son entidades complejas que pueden ser entendidas como sistemas. |
| FC2  | Cada sistema (de nivel L) identifica varios supra-sistemas ubicados en un nivel superior (L+1), y varios sub-sistemas ubicados en un nivel inferior (L-1). | Toda jerarquía de sistemas está determinada a partir de la observación desde una perspectiva específica. La designación de un supra-sistema o sub-sistema es subjetiva. |
| FC3  | La interpretación de un fenómeno complejo requiere de un enfoque interdisciplinario y debe realizar una síntesis entre un enfoque reduccionista (análisis de los elementos y sus relaciones) y uno holístico (análisis del todo). | El análisis de las relaciones (estáticas, estructurales) e interacciones (dinámicas, sistémicas) es fundamental para comprender el fenómeno observado (la realidad). |
| FC4  | Los sistemas están abiertos a conectarse con otros sistemas para el intercambio de recursos. La frontera de un sistema es un concepto cambiante dentro del cual todas las actividades y recursos necesarios para la dinámica evolutiva del sistema están incluidos.                                                                                                | Nada ocurre en aislamiento. El intercambio de información y servicios de los sistemas abiertos es fundamental dentro de la dinámica de cada sistema. Dentro de las fronteras de un sistema, son valoradas no sólo las características de los recursos propios, sino las de muchos recursos disponibles y accesibles, aunque éstos sean propiedad de otros sistemas..                                           |
| FC5  | Los sistemas viables son autopoiéticos y autónomos (se organizan a sí mismos); estos son capaces de auto-generar las condiciones internas -que se auto-regulan- para alcanzar las condiciones de equilibrio entre las posibilidades internas y las limitaciones externas.                                                                                          | Todo sistema es autopoiético por lo que es capaz de generar nuevas condiciones internas. Todo sistema es también autónomo al alinear constantemente la complejidad interna y externa. Ambas características son la base de un comportamiento sustentable al enfrentar oportunidades y amenazas. |
| FC6  | Toda organización está constituida por componentes que tienen roles, actividades y objetivos específicos que son llevados adelante en un entorno de normas, reglas y limitaciones. Los sistemas emergen de las estructuras mediante la transformación de las relaciones en interacciones dinámicas con los sub-sistemas y los supra-sistemas.                      | La transición de una estructura a un sistema implica pasar de una visión estática a una dinámica y el foco de atención no son ya los elementos individuales y sus relaciones sino una visión holística de la realidad observada. Diversos sistemas pueden emerger de una misma estructura a partir de distintas combinaciones de componentes internos y externos diseñadas para perseguir distintos objetivos. |
| FC7  | Un sistema es consonante cuando hay una potencial compatibilidad entre sus componentes. Un sistema es resonante cuando efectivamente existe una interacción armónica entre sus componentes. | Las relaciones consonantes hacen referencia a una visión estática (estructura) donde lo que se evalúa es la probabilidad de que exista positivamente una relación armónica. Las relaciones resonantes reflejan una visión dinámica (sistémica) donde se evalúan relaciones armónicas, concretas y efectivas.                                                                                                   |
| FC8  | La viabilidad de un sistema está determinada por su capacidad, a lo largo del tiempo, de desarrollar un comportamiento armónico entre sus sub-sistemas y supra-sistemas mediante relaciones consonantes y resonantes. | La viabilidad está relacionada con la competitividad del sistema y a su capacidad de co-creación. |
| FC9  | La dinámica y la viabilidad de los negocios requieren de cambios estructurales y sistémicos continuos enfocados en alinear las potencialidades estructurales internas con las demandas sistémicas externas. | La dinámica evolutiva de los sistemas viables demuestra un alineamiento continuo entre las potencialidades internas y las expectativas externas. |
| FC10 | Los sistemas viables alinean constantemente la complejidad interna y externa con el objetivo de lidiar de una manera más efectiva con los cambios que afectan su propio comportamiento viable. Los tomadores de decisiones en el marco de este proceso cognitivo están influenciados por fuertes convicciones, sus propios esquemas interpretativos e información. | El alineamiento interno-externo es alcanzable mediante un alineamiento cognitivo, un proceso de aprendizaje que contempla caos, complejidad y certezas (utilizando procesos de sustracción, inducción y deducción). |

## Áreas de aplicación del enfoque VSA
- Toma de decisiones
- Competitividad
- Comportamiento humano y social
- Complejidad
- Estrategia organizacional
- Diseño y gestión de marketing
- Sistemas de gestión

## Conclusión
El VSA puede ser interpretado como una forma de vida, una actitud cultural, un comportamiento sustentable. Este enfoque es aplicable a organizaciones, individuos y a cualquier entidad tomadora de decisiones. Se basa en una lógica de ganar-ganar (win-win) que provee herramientas metodologías capaces de contribuir al entendimiento de fenómenos complejos.